# Adam Ondra
Adam Ondra (Brno, 5 de febrer de 1993) és un escalador professional txec que competeix en les proves de dificultat i bloc.
Va guanyar onze medalles al Campionat del Món d'Escalada entre els anys 2009 i 2019, i sis medalles al Campionat d'Europa d'Escalada entre els anys 2010 i 2019.

## Biografia
Ondra va començar a escalar als 6 anys. Als 13 anys va escalar el seu primer recorregut de dificultat 9a (5.14d). El novembre de 2018, Ondra havia escalat 1550 rutes entre els graus 8a (5.13b) i 9c (5.15d), una de les quals 9c (5.15d), tres 9b+ (5.15c) i tres 9a (5.14d).
El 2013, fou considerat «un prodigi i el principal escalador de la seva generació». Ondra és l'únic atleta masculí que ha guanyat títols del Campionat del Món en ambdues disciplines el mateix any (2014). Té un rècord anàleg a la Copa del Món, essent l'únic atleta masculí que ha guanyat la sèrie de la Copa del Món en ambdues disciplines (dificultat el 2009, 2015 i 2019 i bouldering el 2010).
Ondra és l'únic escalador que ha graduat una via com a 9c (5.15d) (Silence, a Flatanger, el 3 de setembre de 2017). The Economist, va considerar-lo «possiblement el millor escalador que mai hagi escalat en roca».

## Palmarès internacional
| Campionat del Món  | Campionat del Món             | Campionat del Món | Campionat del Món |
| Any                | Lloc                          | Medalla           | Prova             |
| ------------------ | ----------------------------- | ----------------- | ----------------- |
| 2009               | Xining ( R.P. de la Xina)     | 2                 | Dificultat        |
| 2011               | Arco ( Itàlia)                | 2                 | Bloc              |
| 2011               | Arco ( Itàlia)                | 3                 | Dificultat        |
| 2012               | París ( França)               | 3                 | Dificultat        |
| 2014               | Gijón ( Espanya)              | 1                 | Dificultat        |
| 2014               | Múnic ( Alemanya)             | 1                 | Bloc              |
| 2016               | París ( França)               | 1                 | Dificultat        |
| 2016               | París ( França)               | 2                 | Bloc              |
| 2018               | Innsbruck ( Àustria)          | 2                 | Dificultat        |
| 2018               | Innsbruck ( Àustria)          | 2                 | Combinada         |
| 2019               | Hachiōji ( Japó)              | 1                 | Dificultat        |
| Campionat d'Europa |                               |                   |                   |
| Any                | Lloc                          | Medalla           | Prova             |
| 2010               | Imst ( Àustria)               | 2                 | Dificultat        |
| 2010               | Innsbruck ( Àustria)          | 2                 | Bloc              |
| 2015               | Chamonix ( França)            | 2                 | Dificultat        |
| 2015               | Innsbruck ( Àustria)          | 2                 | Bloc              |
| 2017               | Campitello di Fassa ( Itàlia) | 2                 | Dificultat        |
| 2019               | Edimburg ( Regne Unit)        | 1                 | Dificultat        |

## Fites assolides
9c (5.15d):

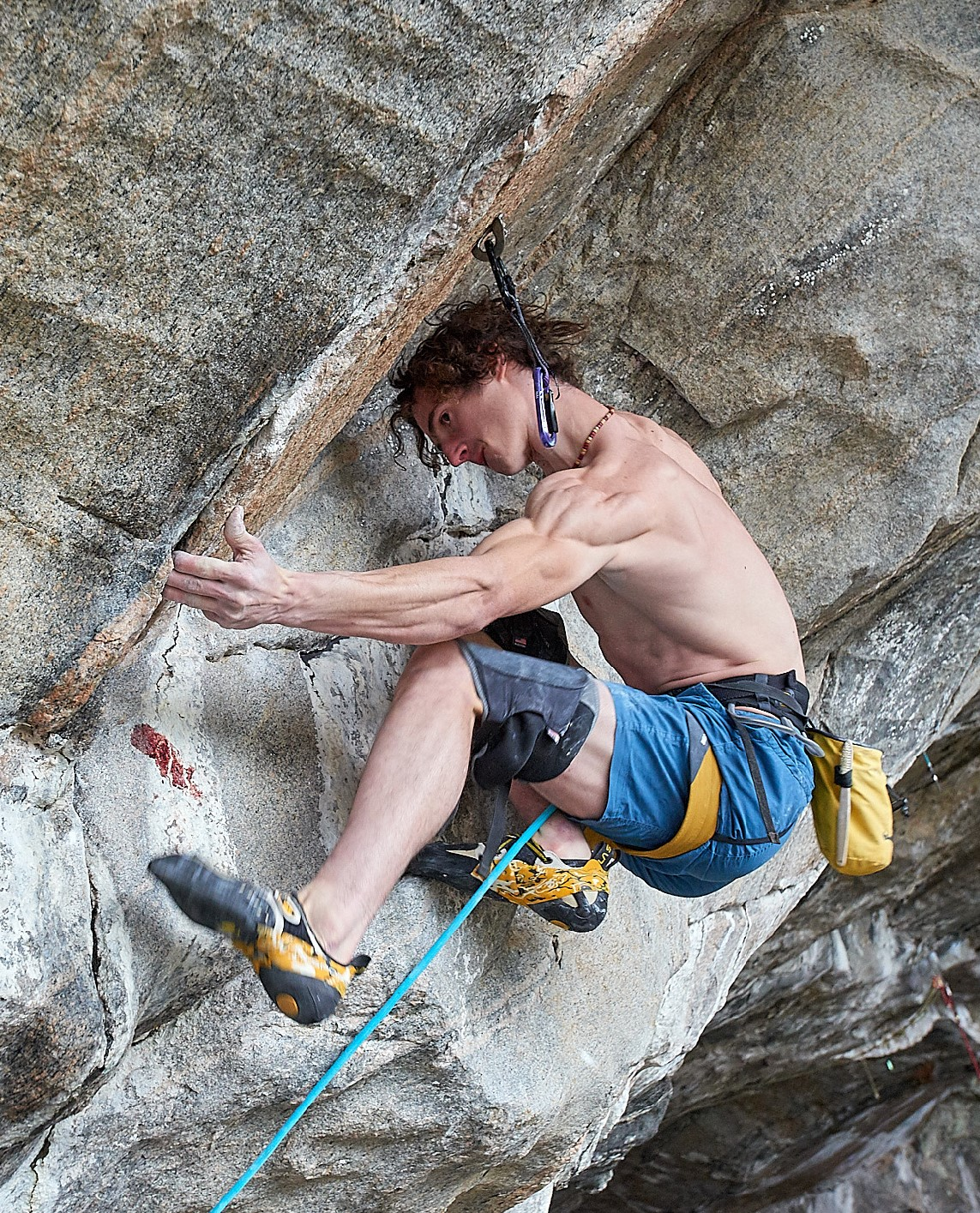
Ondra escalant Silence el 2017

- Silence - Flatanger (NOR) - 2017 - 1a ascensió de dificultat 9c (el grau roman per confirmar).

9b+ (5.15c):
- Vasil Vasil - Sloup (CZE) - 2013 - 1a ascensió
- La Dura Dura (CAT) - Oliana - 2013 - 1a ascensió
- Change - Flatanger (NOR) - 2012 - 1a ascensió de dificultat 9b+ (el grau roman per confirmar).

9b (5.15b):
- Neanderthal - Santa Linya (CAT) - 2019
- Disbelief - Acephale (CAN) - 2018 - 1a ascensió
- Eagle-4 - Sant Laugier d'Aurenja (FRA) - 2018 - 1a ascensió
- One Slap - Arco (ITA) - 2017 - 1a ascensió
- Move Hard - Flatanger (NOR) - 2017 - 1a ascensió
- Lapsus - Andonno (ITA) - 2017 - 2a ascensió
- Queen Line - Laghel (Arco, ITA) - 2017 - 1a ascensió
- Mamichula - Oliana (CAT) - 2017 - 1a ascensió
- Robin Ud - Alternativna stena (SVK) - 2016 - 1a ascensió
- Stoking the Fire - Santa Linya (CAT) - 2016 - 2a ascensió després de Chris Sharma
- C.R.S. - Molan (FRA) - 2015 - 1a ascensió
- First Round First Minute - Margalef (CAT) - 2014 - 2a ascensió després de Chris Sharma
- Move - Flatanger (NOR) - 2013 - 1a ascensió
- Iron Curtain - Flatanger (NOR) - 2013 - 1a ascensió
- Fight or flight - Oliana (CAT) - 2013 - 2a ascensió després de Chris Sharma
- La planta de Shiva - Villanueva del Rosario (ESP) - 2011 - 1a ascensió
- Chilam Balam - Villanueva del Rosario (ESP) - 2011 - 2a ascensió
- Chaxi Raxi - Oliana (CAT) - 2011 - 1a ascensió
- La Capella - Siurana (CAT) - 2011 - 1a ascensió
- Golpe de Estado - Siurana (CAT) - 2010 - 2a ascensió després de Chris Sharma

9a+ (5.15a):
- Catxasa - Santa Linya (CAT) - 2019
- Czech trip - Mavrovi Anovi (MAK) - 2018 - 1a ascensió
- Sacrifice - Echo Canyon (CAN) - 2018 - 1a ascensió
- Stone Butterfly - Băile Herculane (ROM) - 2018 - 1a ascensió
- Underground Dreaming - Arco (ITA) - 2018 - 1a ascensió
- Super Crackinette - Sant Laugier d'Aurenja (FRA) - 2018
- Naturalmente - Camaiore (ITA) - 2017 - 1a ascensió
- Ultimatum - Massone (Arco, (ITA) - 2017 - 3a ascensió
- Predator - Bohemian Karst (CZE) - 2015 - 1a ascensió
- Three Degrees of Separation - Céüse (FRA) - 2015 - 2a ascensió després de Chris Sharma
- Realization - Céüse (FRA) - 2014 - 3a ascensió
- Ini Ameriketan - Baltzola (EUS) - 2014
- Hell Racer - Hell (NOR) - 2013 - 1a ascensió
- Kangaroo's Limb - Flatanger (NOR) - 2013 - 1a ascensió
- Torture Physique Integrale - Gastlosen (CHE) - 2013 - 1a ascensió
- Power Inverter - Oliana (CAT) - 2013 - 2a ascensió després de Chris Sharma
- Thor's Hammer - Flatanger (NOR) - 2012 - 1a ascensió
- Jungle Boogie - Céüse (FRA) - 2012 - 1a ascensió
- Perlorodka - Holstejn (Moravsky Kras, CZE) - 2011 - 1a ascensió
- Overshadow - Malham Cove (GBR) - 2011 - 2a ascensió
- Chaxi - Oliana (CAT) - 2011 - 1a ascensió
- Obrint el sistema - Santa Ana (CAT) - 2011 - 1a ascensió
- L'étrange ivresse des lenteurs - Céüse (FRA) - 2010 - 1a ascensió
- Goldrake - Cornalba (ITA) - 2010 - 1a ascensió
- Marina Superstar - Domusnovas (ITA) - 2009 - 1a ascensió
- Corona - Frankenjura (DEU) - 2009 - 2a ascensió
- Papichulo - Oliana (CAT) - 2009 - 2a ascensió
- Open Air - Schleierwasserfall (AUT) - 2008 - 2a ascensió
- La Rambla - Siurana (CAT) - 2008 - 6a ascensió

### A vista
9a (5.14d):
- TCT - Gravere (ITA) - 2014
- Il Domani - Baltzola (EUS) - 2014
- Cabane au Canada - Rawyl (CHE) - 2013 -